# ليوناردو لونجو
ليوناردو لونجو (بالإيطالية: Leonardo Longo)‏ (15 مايو 1995 بفيسولي في إيطاليا - ) هو لاعب كرة قدم إيطالي في مركز الدفاع. شارك مع منتخب إيطاليا تحت 18 سنة لكرة القدم. أما مع النوادي، فقد لعب مع إنتر ميلان ونادي براتو.

## وصلات خارجية
- ليوناردو لونجو على موقع قاعدة بيانات كرة القدم.إي يو (الإنجليزية)
- ليوناردو لونجو على موقع Soccerway.com (الإنجليزية)